# ITDT
IBM Tape Diagnostic Tool (ITDT) ist eine Diagnosesoftware zum Testen von IBM LTO und Enterprise Bandspeicherlaufwerken.
Diese Diagnosesoftware wurde mittels der Entwicklungsumgebung Eclipse entwickelt, welches ein recht einfaches Migrieren auf verschiedenste Betriebssysteme erlaubt.

## Funktionen
- Update von IBM Bandspeicherlaufwerken und Bandbibliotheken
- Laden von IBM LTO und 3592/TS1120/TS1130 Dumps
- Durchführung von IBM LTO und 3592/TS1120/TS1130 Diagnose Tests
- tapeutil – Funktionalität, mit der einzelne SCSI-Kommandos abgesetzt werden können

Ein Vorgänger von ITDT war TapeUtil, welches mit den IBM Tape Device Treibern ausgeliefert wurde. In Unix Betriebssystemen wurde es tapeutil und in Microsoft Betriebssystemen ntutil genannt.

## Versionen
- Standard Edition (ITDT-SE) / Command line Version
- Graphical Edition (ITDT-GE) / GUI Version mit graphischer Oberfläche

## Unterstützte Produkte
- IBM Ultrium 3580 Tape Drive (Generation 3 und 4)
- IBM Ultrium Tape Drives T800/F, T800V, T1600/F
- IBM System Storage 3588/TS1030 Model F3A und F3B Tape Drive
- IBM System Storage 3588/TS1040 Model F4A Tape Drive
- IBM System Storage 3580 Half Height/TS2230 und TS2240 Tape Drive Express
- IBM System Storage TS2250 Tape Drive
- IBM System Storage TS2340 Tape Drive Express
- IBM System Storage TS2350 Tape Drive
- IBM 3592/TS1120/TS1130 Enterprise Tape System
- IBM System Storage 3572/TS2900 Tape Autoloader Express
- IBM System Storage 3573/TS3100 and TS3200 Tape Library Express
- IBM System Storage 3576/TS3310 Tape Library
- IBM System Storage 3577/TS3400 Tape Library
- IBM System Storage 3584/TS3500 Tape Library

## ITDT-SE: Unterstützte Betriebssysteme
AIX (64-bit pSeries/System p)
- AIX 5L 5.3
- AIX 6.1
- AIX 7.1

HP-UX
- HP-UX Version 11i v1, v2 and v3 (64-bit PA-RISC and Itanium)

Linux
- Linux mit Kernel 2.6, glibc 2.2.5 oder neuer (32-bit x86)
- Linux mit Kernel 2.6, glibc 2.2.5 oder neuer (64-bit x64)
- Linux mit Kernel 2.6, glibc 2.2.5 oder neuer (64-bit pSeries/System p)
- Linux mit Kernel 2.6, glibc 2.3.3 oder neuer (64-bit zSeries/System z)

Macintosh
- macOS 10.5.6 and later (Leopard) (Intel, 32-bit)
- Mac OS X Server 10.5.6 and later (Intel, 32-bit)
- Mac OS X 10.6 (Snow Leopard) and later (Intel, 32 and 64-bit)
- Mac OS X Server 10.6 and later (Intel, 32 and 64-bit)

Solaris
- Solaris Version 9 and 10 (64-bit SPARC)

Windows
- Microsoft Windows Server 2003, Microsoft Windows Server 2008 (32-bit x86)
- Microsoft Windows Server 2003, Microsoft Windows Server 2008 (64-bit x64)

i5/OS, OS/400
- V5R3, V5R4 and V6R1 (iSeries/System i)

## ITDT-GE: unterstützte Betriebssysteme
Windows
- Microsoft Windows Server 2003, Microsoft Windows Server 2008 (32-bit x86)
- Microsoft Windows Server 2003, Microsoft Windows Server 2008 (64-bit x64) (mit 32-bit JVM).

Linux
- Linux mit Kernel 2.6, glibc 2.2.5 oder neuer (32-bit x86)